# 문지방

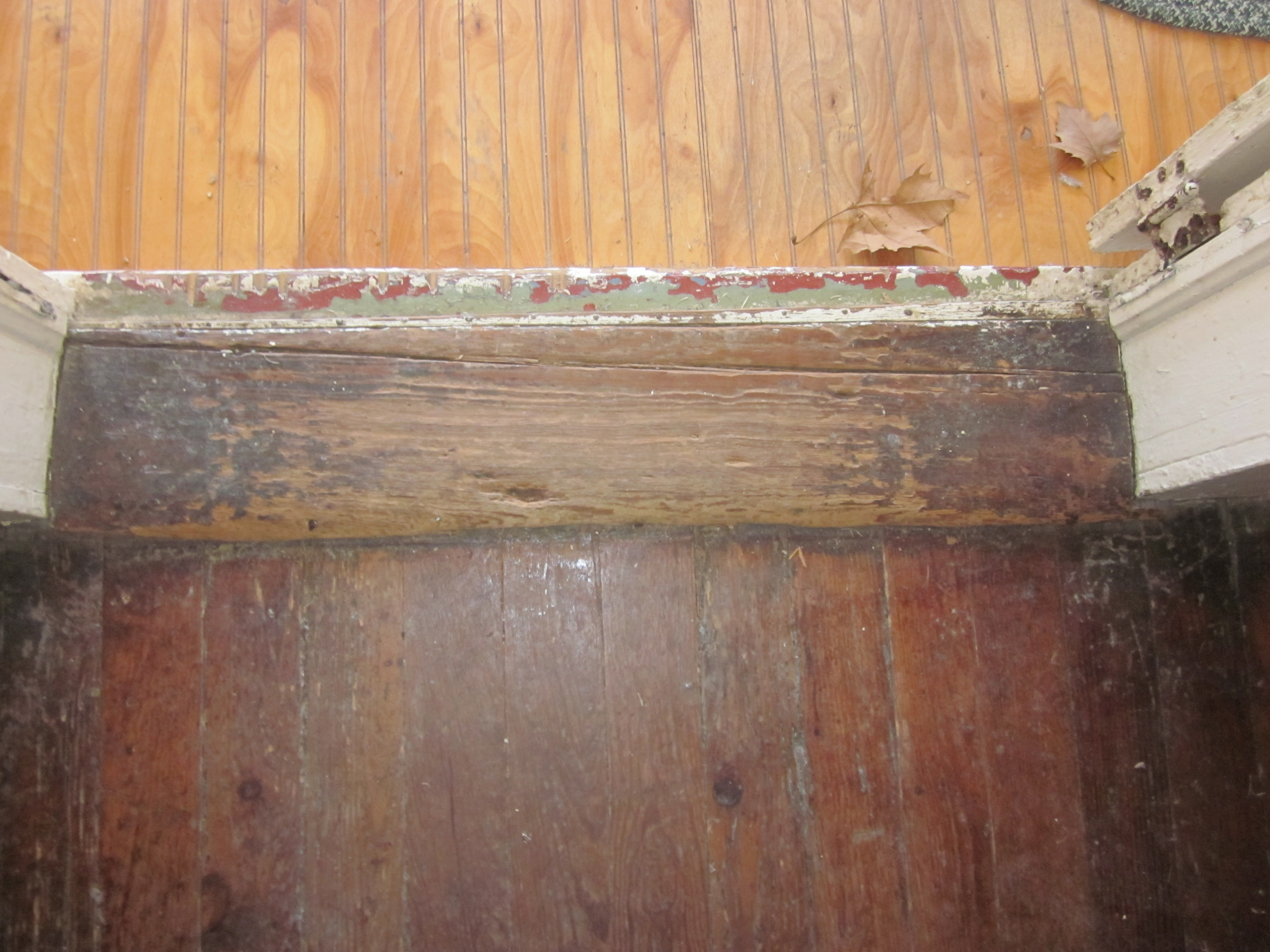
나무로 된, 벌레먹은 문지방

문지방(門地枋, 영어: threshold)은 문턱이 되는 틀이다. 일부 문화에서는 문지방에 특별한 상징을 부여한다.
예를 들어 폴란드, 우크라이나, 러시아에서 문지방은 누군가를 만날 때 문지방 사이에서 상호 악수하거나 입을 맞추는 것은 불운으로 간주한다. 수많은 국가에서 신랑이 신부를 자신의 새로운 집의 문지방을 건너오게 하는 것을 행운으로 간주한다.